# Mokre (Mnin)
Mokre – część wsi Mnin w Polsce, położona w województwie świętokrzyskim, w powiecie koneckim, w gminie Słupia Konecka.
W latach 1975–1998 Mokre administracyjnie należało do województwa kieleckiego.